# Седлищенська волость
Седлищенська волость — адміністративно-територіальна одиниця Ковельського повіту Волинської губернії Російської імперії. Волосний центр — село Седлище.
Станом на 1885 рік складалася з 19 поселень, 9 сільських горомад, Населення — 8630 осіб (4231 чоловічої статі та 4399 — жіночої), 803 дворових господарства.
|                     | Площа, десятин | У тому числі орної, десятин |
| ------------------- | -------------- | --------------------------- |
| Сільських громад    | 13270          | 5938                        |
| Приватної власності | 3545           | 1017                        |
| Казенної власності  | 3418           | 965                         |
| Іншої власності     | 384            | 196                         |
| Загалом             | 20617          | 8116                        |

Основні поселення волості:
- Седлище — колишнє власницьке село, за 25 верст від повітового міста, 804 особи, 90 дворів; волосне правління, православна церква, школа, постоялий будинок, 2 вітряки. За 7 верст - залізнична станція Мизове.
- Буцин — колишнє власницьке село, 913 осіб, 112 дворів, православна церква, костел, школа, поштова станція, постоялий двір, постоялий будинок, вітряк, вапняковий та пивоварний заводи..
- Вижва — колишнє державне містечко при річці Вижівка, 2476 осіб, 406 дворів, 2 православних церкви, єврейський молитовний будинок, школа, 4 постоялих будинки, 2 лавки, базар, 2 ярмарки, 3 вітряки.
- Мизове — колишнє власницьке село, 1505 осіб, 191 двір, православна церква, школа, 2 постоялих будинки, 3 вітряки.
- Пісочне — колишнє власницьке село при річці Вижівка, 470 осіб, 34 двори, школа, постоялий будинок, вітряк, кінний млин.
- Чевель (Юзефин) — колишнє державне село, 760 осіб, 106 дворів, православна церква, школа, постоялий будинок, вітряк.
- Черемшанка — колишнє власницьке село, 289 осіб, 26 дворів, школа.

## Під владою Польщі
18 березня 1921 року Західна Волинь окупована Польщею. Волості було перетворено на ґміни, відповідно, адміністративна одиниця отримала назву ґміна Сєдліще. Волость входила до Ковельського повіту Волинського воєводства. Межі та склад колишньої волості збереглися, що й за Російської імперії та Української держави.
На 1936 рік ґміна складалася з 17 громад:
1. Борзова — село: Борзова та фільварок: Дуньова;
2. Брідки — село: Брідки та фільварки: Лиски й Особериська;
3. Брунетівка — село: Брунетівка та хутори: Бір, Гута, Приозер'я, Рименеця і Студинецьке;
4. Буцин — село: Буцин та хутори: Духівщина, Осечне, Троцьове, Трудень, Запілля, Заселиська і Затеглі;
5. Хотивель — село: Хотивель;
6. Черемшанка — село: Черемшанка;
7. Чевель — село: Чевель та хутори: Княжна, Кропивина, Ляжовавте, Лапшина, Осцьке, Осова і Полохова;
8. Мельники — село: Мельники;
9. Мизове — село: Мизове, селище: Мизове, хутори: Дрежна, Гацків, Гнесерда, Гране, Грибенецьке, Колені, Кругле, Ланки, Лисок, Меленник, Острове, Пиньке, Пищаниця, Рокальське, Рудьова, Спилля, Татарчик, Томитен, Ворожинка, Заболоття, Вовчкове і Зади та фільварок: Тересівка;
10. Пісочне — село: Пісочне, хутори: Пісочне, Чотирки, Дворища, Лотоки, Осівці й Залан та колонія: Валищі;
11. Рудка — село: Рудка та хутір: Полованки;
12. Седлище — село: Седлище, фільварки: Бокшанка і Сідлище та хутори: Хоромці, Хвущон, Гниборода, Лиса, Прикриниця, Волосяки, Загаття, Заостривки, Запуст, Записки і Золотий Мох;
13. Секунь — село: Секунь та хутори: Дренина, Гандигари, Гореці, Круха, Мошове, Мокрець, Пацеха, Підмошшя, Сташивщина, Стовпища, Ветла, Васик, Вовнухи, Вовче, Вовсища, Загора і Задиновини;
14. Стара Вижва — село: Стара Вижва та хутори: Явір'я, Маковищі, Особери, Пасіка, Смечки, Точища і Вязеща;
15. Нова Вижва — містечко: Нова Вижва;
16. Нова Вижва — закутки: Бережниця, Гороватниця, Клин, Великополе і Замосток та хутори: Янове, Пеньківка і Запилля;
17. Воля Вижвівська — село: Воля Вижвівська та хутір: Татарська.

Після радянської анексії західноукраїнських земель ґміна ліквідована у зв'язку з утворенням Вижівського (Седлищенського) району.